# Filippo Macchi
Filippo Macchi (født 2001) er en italiensk fægter , der specialiserer sig i fleuret.
Han repræsenterede Italien ved sommer-OL 2024 i Paris, hvor han vandt sølv i den individuelle konkurrence og sølv i holdkonkurrencen.